# 이지후
이지후(1985년 11월 22일 ~ )는 대한민국의 레이싱모델이다. 별명은 얼음공주이고, 소속사는 미스디카이다.

## 경력

### 레이싱모델
- 2008 부산모터쇼 현대상용차 모델
- 2009 서울모터쇼 기아자동차 모델
- 2009 경주밀레니엄모터쇼 LED119 모델
- 2009 광주 F1 & 월드슈퍼카쇼 모델
- 2009 서울오토살롱 지온 모델
- 2009 CJ O 슈퍼레이스 르노삼성 레이싱모델
- 2010 코리아 GT 챔피언십 이레인 레이싱모델
- 2010 부산국제모터쇼 현대자동차 메인모델

## 수상 경력
- 2009 경주밀레니엄모터쇼 신인모델 선발대회 미스디카상 수상
- 2010 신인 레이싱모델 선발대회 은상